# Epsilon Sculptoris
Epsilon Sculptoris ( ε Sculptoris, förkortat Epsilon Scl,  ε Scl) som är stjärnans Bayerbeteckning, är en dubbelstjärna belägen i den nordöstra delen av stjärnbilden Bildhuggaren. Den har en skenbar magnitud på 5,29 och är svagt synlig för blotta ögat där ljusföroreningar ej förekommer. Baserat på parallaxmätning inom Hipparcosuppdraget på ca 35,6 mas, beräknas den befinna sig på ett avstånd på ca 92 ljusår (ca 28 parsek) från solen.

## Egenskaper
Primärstjärnan Epsilon Sculptoris A är en gulvit stjärna i huvudserien av spektralklass F2 V. Den har en massa som är ca 1,4 gånger större än solens massa, en radie som är ca 50 procent större än solens och utsänder från dess fotosfär ca 5 gånger mera energi än solen vid en effektiv temperatur på ca 6 800 K.
Den omkretsas av följeslagaren Epsilon Sculptoris B, som är en gul huvudseriestjärna av spektralklass G9 V och med en skenbar magnitud på +8,6. De är separerade med ca 4,6 bågsekunder, eller minst 125 astronomiska enheter och har en omloppsperiod kring deras gemensamma masscentrum på ca 1200 år.
Det finns också två optiska följeslagare, Epsilon Sculptoris C av 15:e magnituden och med en vinkelseparation på 15 bågekunder, samt Epsilon Sculptoris D av 11:e magnituden, separerad med 142 bågsekunder.
Epsilon Sculptoris kommer att ingå i stjärnbilden Ugnen omkring år 2920.